# Ilpga 소르본대학교 부설 어학원
ilpga 어학원은 소르본 대학교 부설 어학원이다.
Ilpga 어학원(Ilpga 소르본대학교 부설 어학원, Institut de Linguistique et Phonétique Générales et Appliquées, 영어: ilpga)은 외국인 유학생을 위한 프랑스의 어학원이다.
소르본 대학교 연계 외부에 설치된 어학원이란 이유로 유학생들이 선호한다. 이 어학원은 소르본 대학교(누벨)가 아닌, 초급과 중급 사이의 프랑스어를 배우기 위한 어학원 기관이다. 이곳에서 다른 학원들과 차별화하여 운영하는 어학코스 중 하나인 기초음성학 디플롬(Diplôme d’Université de Phonétique Appliquée à la Langue Française)  과정 또한 초보 수준 Delf A1을 제외한 A2단계의 말하기 수준 B1(인터뷰)단계 또는 B1수준만 있으면 누구나 입학이 가능하다. 기초 음성학을 중점으로 기초부터 중급수준까지 외국인만(Cours pour étrangers) 수강 가능한 점이 기초음성학 어학과정의 특징이다. 프랑스어 발음이 부정확한 외국인이 듣는 과정으로, 대학교 수준을 요구하지 않기 때문에 어디까지나 외국인 학생들을 위한 장기 프랑스어 어학연수의 한 과정(국가 학위 ECTS학점 인증이 불가한 학원 수료증)이라는 것에 유의해야한다

이 어학원의 디플롬 어학 과정을 수료하고 소르본 대학교(누벨)을 졸업했다고 사칭하는 사람들이 있어 교육부로부터 학원측이 주의를 받은 일이 있다. 이 어학원은 자체적으로 논문을 발표할 수 있는 연구 교육 기관 또는 대학이 아니다.
소르본 대학교(누벨)의 프랑스 교육부 정식 학사, 석사, 박사 과정은은 파리에 있는 INALCO 국립동양어대학 이 유일하다.